# Пуне Сіті
ФК «Пуне Сіті» (англ. Football Club Pune City) — індійський футбольний клуб з Пуне, Махараштра, заснований у 2014 році. Виступав у Суперлізі. Домашні матчі приймав на стадіоні «Шрі Шив Чхатрапаті», місткістю 11 900 глядачів. Розформований у 2019 році.

## Досягнення
- Індійська суперліга
  - Півфіналіст: 2017-18.